# Чемпіонат світу з футболу 1934 (кваліфікаційний раунд)
Чемпіонат світу з футболу 1934 став першим чемпіонатом світу, фінальній частині якого передував кваліфікаційний раунд, адже заявки на участь у першому чемпіонаті світу надійшли лише від 13 збірних, усі з яких і стали учасниками світової першості.
Бажання ж і готовність позмагатися на другому чемпіонаті світу з футболу висловили представники 32 країн, що, зважаючи на формат фінальної частини турніру, який передбачав участь 16 збірних, обумовило необхідність попереднього проведення кваліфікаційного раунду для визначення його учасників.
Навіть збірна Італії, країни-господаря фінального турніру, мала вибороти право участі в ньому, єдиний раз, коли участь команди на домашньому чемпіонаті світу не була заздалегідь гарантована. Діючі чемпіони світу, збірна Уругваю, відкинули можливість захисту титулу на полях Європи, загалом відмовившись від участі у чемпіонаті світу 1934 року на знак протесту проти фактичного ігнорування першого чемпіонату світу, що пройшов в Уругваї, майже всіма європейськими командами.
З 32 команд, які мали змагатися у кваліфікаційному раунді ЧС-1934, хоча б по одній грі провели 27 команд, адже три команди знялися зі змагання до його початку, після чого ще дві команди кваліфікувалися до фінальної частини світової першості автоматично. В рамках відбіркового турніру загалом відбулося 27 матчів, в яких було забито 141 гол, тобто середня результативніть склала 5,22 гола за гру. Перший матч відбору відбувся між Швецією і Естонією у Стокгольмі 11 червня 1933 року, а останній — у Римі 24 травня 1934, за три дні до початку фінального турніру, коли збірна США здолала Мексику і стала останнім учасником світової першості.

## Формат
Збірні Чилі, Перу та Туреччини знялися зі змагання до його початку, а збірні Данії, Фінляндії, Латвії та Норвегії відкликали свої заявки на участь ще до проведення жеребкування.
32 команди-учасниці відбору на момент жеребкування були розподілені за географічною ознакою на 12 груп:
- Групи з 1 по 8 – Європа: 12 місць, на які претенедувала 21 команда.
- Групи 9, 10 та 11 – Америка: 3 місця, на які предентували 8 команд.
- Група 12 – Африка і Азія: 1 місце, на яке претендували 3 команди (включаючи збірну Туреччини).

Відбіркові групи розрізнялися кількістю учасників і турнірним форматом:
- Група 1 мала 3 учасників. Кожна команда проводила з кожним із суперників по одній грі. До фінальної частини чемпіонату світу виходив переможець групи.
- Групи 2, 3 та 5 мали по 2 учасники. Команди проводили по дві гри, одній удома і одній на виїзді. До фінальної частини чемпіонату світу виходили переможці груп.
- Група 4 мала 3 учасників. Кожна команда проводила з кожним із суперників по дві гри. До фінальної частини чемпіонату світу виходили команди, що посіли перше і друге місця.
- Групи 6, 7 та 8 мали по 3 учасники. Кожна команда проводила з кожним із суперників по одній грі. До фінальної частини чемпіонату світу виходили команди, що посіли перше і друге місця.
- Групи 9 та 10 мали по 2 учасники. До фінальної частини чемпіонату світу виходив переможець групи. В обох випадках по одній команді у кожній з груп (збірні Перу і Чилі) знялися зі змагання до його початку, тож їх суперники, відповідно збірні Бразилії і Аргентини, кваліфікуалися автоматично.
- Група 11 мала 4 учасників, змагання відбувалося у три раунди:
  - Перший раунд: збірна Гаїті проводила три матчі проти Куби. Переможець виходив до Другого раунду.
  - Другий раунд: збірна Мексики проводила три гри проти переможця Першого раунду. Переможець виходив до Фінального раунду.
  - Фінальний раунд: збірна США і переможець Другого раунду за результатом єдиної гри полі між собою на нейтральному визначали учасника фінальної частини чемпіонату світу.
- Група 12 мала 3 учасників. Після того, як один з учасників, збірна Туреччини, знялася зі змагання до його початку, переможець групи, що виходив до фінальної частини чемпіонату світу, визначався за підсумком двох ігор між двома командами, що залишилися, по одній вдома і на виїзді.

## Групи

### Група 1
| Місце | Команда | І | В | Н | П | Г+ | Г- | СГ   | О |
| ----- | ------- | - | - | - | - | -- | -- | ---- | - |
| 1     | Швеція  | 2 | 2 | 0 | 0 | 8  | 2  | 4.00 | 4 |
| 2     | Литва   | 1 | 0 | 0 | 1 | 0  | 2  | 0.00 | 0 |
| 3     | Естонія | 1 | 0 | 0 | 1 | 2  | 6  | 0.33 | 0 |

| 11 червня 1933 |

| Швеція                                                                    | 6–2      | Естонія              |
| ------------------------------------------------------------------------- | -------- | -------------------- |
| Кроон 7' Л. Бунке 10' Ерікссон 13', 70' Т. Бунке 43' Андерссон 79' (пен.) | Протокол | Касс 47' Куремаа 61' |

| Олімпійський стадіон (Стокгольм) Глядачів: 8,123 Арбітр: Рейдар Рандерс-Йогансен (Норвегія) |

| 29 червня 1933 |

| Литва | 0–2      | Швеція           |
| ----- | -------- | ---------------- |
|       | Протокол | Ганссон 55', 65' |

| Каріуоменес Глядачів: 6,000 Арбітр: Август Зільбер (Естонія) |

Естонія і Литва не проводили очну гру, оскільки жодна з цих команд вже не мала шансів наздогнати Швецію.
Швеція кваліфікувалася до фінальної частини чемпіонату світу.

### Група 2
| Місце | Команда    | І | В | Н | П | Г+ | Г- | СГ   | О |
| ----- | ---------- | - | - | - | - | -- | -- | ---- | - |
| 1     | Іспанія    | 2 | 2 | 0 | 0 | 11 | 1  | 11.0 | 4 |
| 2     | Португалія | 2 | 0 | 0 | 2 | 1  | 11 | 0.09 | 0 |

| 11 березня 1934 |

| Іспанія                                                                           | 9–0      | Португалія |
| --------------------------------------------------------------------------------- | -------- | ---------- |
| Гонсалес 3' Лангара 13', 14' (пен.), 46', 71', 85' Регейро 65', 70' Вентольра 68' | Протокол |            |

| Естадіо Чамартін Глядачів: 50,000 Арбітр: Рафаель ван Прааг (Бельгія) |

| 18 березня 1934 |

| Португалія | 1–2      | Іспанія          |
| ---------- | -------- | ---------------- |
| Сілва 10'  | Протокол | Лангара 12', 25' |

| Ештадіу ду Лум'яр Глядачів: 35,000 Арбітр: Рафаель ван Прааг (Бельгія) |

Іспанія, вигравши із сумарним рахунком 11:1, кваліфікувалася до фінальної частини чемпіонату світу.

### Група 3
| Місце | Команда | І | В | Н | П | Г+ | Г- | СГ   | О |
| ----- | ------- | - | - | - | - | -- | -- | ---- | - |
| 1     | Італія  | 1 | 1 | 0 | 0 | 4  | 0  | 4.00 | 2 |
| 2     | Греція  | 1 | 0 | 0 | 1 | 0  | 4  | 0.00 | 0 |

| 25 березня 1934 |

| Італія                                  | 4–0      | Греція |
| --------------------------------------- | -------- | ------ |
| Гварізі 40' Меацца 44', 71' Феррарі 69' | Протокол |        |

| Сан-Сіро Глядачів: 20,000 Арбітр: Рене Мерсе (Швейцарія) |

Італія кваліфікувалася до фінальної частини чемпіонату світу, оскільки Греція відмовилася від проведення матчу-відповіді.

### Група 4
| Місце | Команда  | І | В | Н | П | Г+ | Г- | СГ   | О |
| ----- | -------- | - | - | - | - | -- | -- | ---- | - |
| 1     | Угорщина | 2 | 2 | 0 | 0 | 8  | 2  | 4.00 | 4 |
| 2     | Австрія  | 1 | 1 | 0 | 0 | 6  | 1  | 6.00 | 2 |
| 3     | Болгарія | 3 | 0 | 0 | 3 | 3  | 14 | 0.21 | 0 |

| 25 березня 1934 |

| Болгарія     | 1–4      | Угорщина                                         |
| ------------ | -------- | ------------------------------------------------ |
| Байкушев 27' | Протокол | Шароші 29' Сабо 61' (пен.) Тольді 88' Маркош 89' |

| Болгарска армія Глядачів: 10,000 Арбітр: Деніс Ксіфандо (Румунія) |

| 25 квітня 1934 |

| Австрія                                                | 6–1      | Болгарія    |
| ------------------------------------------------------ | -------- | ----------- |
| Хорват 19', 22', 33' Цишек 59' Фіртль 62' Сінделар 67' | Протокол | Лозанов 66' |

| Ернст-Гаппель-Штадіон Глядачів: 25,000 Арбітр: Франтішек Цейнар (Чехословакія) |

| 29 квітня 1934 |

| Угорщина                    | 4–1      | Болгарія    |
| --------------------------- | -------- | ----------- |
| Сабо 9', 58' Шолті 60', 73' | Протокол | Тодоров 61' |

| Хунгарія-керут Глядачів: 10,000 Арбітр: Ганс Франкенштайн (Австрія) |

Болгарія знялася з турніру, тож Угорщина і Австрія кваліфікувалися без проведення решти матчів.

### Група 5
| Місце | Команда        | І | В | Н | П | Г+ | Г- | СГ   | О |
| ----- | -------------- | - | - | - | - | -- | -- | ---- | - |
| 1     | Чехословаччина | 1 | 1 | 0 | 0 | 2  | 1  | 2.00 | 2 |
| 2     | Польща         | 1 | 0 | 0 | 1 | 1  | 2  | 0.5  | 0 |

| 15 жовтня 1933 |

| Польща             | 1–2      | Чехословаччина           |
| ------------------ | -------- | ------------------------ |
| Мартина 52' (пен.) | Протокол | Сильний 33' Пельцнер 77' |

| Стадіон Війська Польського Глядачів: 16,000 Арбітр: Деніс Ксіфандо (Румунія) |

Збірна Польщі не змогла прибути до Праги на гру-відповідь, оскільки польський уряд відмовив гравцяв у наданні виїзних віз з політичних причин. Тому Чехословаччина кваліфікувалася без проведення другої гри.

### Група 6
| Місце | Команда   | І | В | Н | П | Г+ | Г- | СГ   | О |
| ----- | --------- | - | - | - | - | -- | -- | ---- | - |
| 1     | Румунія   | 2 | 1 | 1 | 0 | 4  | 3  | 2.00 | 3 |
| 2     | Швейцарія | 2 | 0 | 2 | 0 | 4  | 4  | 2.00 | 2 |
| 3     | Югославія | 2 | 0 | 1 | 1 | 3  | 4  | 0.75 | 1 |

| 24 вересня 1933 |

| Югославія                 | 2–2      | Швейцарія              |
| ------------------------- | -------- | ---------------------- |
| Крагич 50' Мар'янович 61' | Протокол | Фріджеріо 76' Єггі 80' |

| БСК Глядачів: 17,000 Арбітр: Алоїз Беранек (Австрія) |

| 29 жовтня 1933 |

| Швейцарія                          | 2–2      | Румунія            |
| ---------------------------------- | -------- | ------------------ |
| Гуфшмід 75' Гохштрессер 80' (пен.) | Протокол | Сепі 18' Добаї 67' |

| Ванкдорф Глядачів: 15,000 Арбітр: Ганс Букманн (Нідерланди) |

| 29 квітня 1934 |

| Румунія             | 2–1      | Югославія  |
| ------------------- | -------- | ---------- |
| Шварц 38' Добаї 74' | Протокол | Крагич 71' |

| ОНЕФ Глядачів: 20,000 Арбітр: Джон Лангенус (Бельгія) |

Румунія і Швейцарія кваліфікувалися.

### Група 7
| Місце | Команда    | І | В | Н | П | Г+ | Г- | СГ   | О |
| ----- | ---------- | - | - | - | - | -- | -- | ---- | - |
| 1     | Нідерланди | 2 | 2 | 0 | 0 | 9  | 4  | 2.25 | 4 |
| 2     | Бельгія    | 2 | 0 | 1 | 1 | 6  | 8  | 0.75 | 1 |
| 3     | Ірландія   | 2 | 0 | 1 | 1 | 6  | 9  | 0.67 | 1 |

| 25 лютого 1934 |

| Ірландія               | 4–4      | Бельгія                                                  |
| ---------------------- | -------- | -------------------------------------------------------- |
| Мур 27', 48', 56', 75' | Протокол | Капелль 15' С. Ванден Ейнде 30' Ф. Ванден Ейнде 47', 60' |

| Далімаунт Парк Глядачів: 35,000 Арбітр: Томас Крю (Англія) |

| 8 квітня 1934 |

| Нідерланди                               | 5–2      | Ірландія            |
| ---------------------------------------- | -------- | ------------------- |
| Сміт 41', 85' Бакгейс 67', 78' Венте 83' | Протокол | Сквайрс 44' Мур 57' |

| Олімпійський стадіон Глядачів: 38,000 Арбітр: Отто Ольссон (Швеція) |

| 29 квітня 1934 |

| Бельгія                   | 2–4      | Нідерланди                          |
| ------------------------- | -------- | ----------------------------------- |
| Гріммонпре 51' Воргоф 71' | Протокол | Сміт 60' Бакгейс 62', 84' Венте 64' |

| Босейлстадіон Глядачів: 42,000 Арбітр: Стенлі Роуз (Англія) |

Нідерланди і Бельгія кваліфікувалися (Бельгія обійшла Ірландію за середньою кількістю забитих голів за матч).

### Група 8
| Місце | Команда    | І | В | Н | П | Г+ | Г- | СГ   | О |
| ----- | ---------- | - | - | - | - | -- | -- | ---- | - |
| 1     | Німеччина  | 1 | 1 | 0 | 0 | 9  | 1  | 9.00 | 2 |
| 2     | Франція    | 1 | 1 | 0 | 0 | 6  | 1  | 6.00 | 2 |
| 3     | Люксембург | 2 | 0 | 0 | 2 | 2  | 15 | 0.13 | 0 |

| 11 березня 1934 |

| Люксембург  | 1–9      | Німеччина                                                                    |
| ----------- | -------- | ---------------------------------------------------------------------------- |
| Менгель 27' | Протокол | Рассельнберг 2', 35', 57', 89' Вігольд 12' Альбрехт 24' Гоманн 30', 52', 53' |

| Міський стадіон Глядачів: 14,500 Арбітр: Ян де Волф (Нідерланди) |

| 15 квітня 1934 |

| Люксембург  | 1–6      | Франція                                                |
| ----------- | -------- | ------------------------------------------------------ |
| Шпейхер 47' | Протокол | Астон 3' Ніколя 26', 67', 85', 89' (пен.) Лібераті 80' |

| Міський стадіон Глядачів: 18,000 Арбітр: Марк Турфкруєр (Бельгія) |

Остання гра між Німеччиною і Францією не проводилася, адже на той час обидві команди вже забезпечила собі два перші місця у підсумковій турнірній таблиці і кваліфікувалися до фінальної частини чемпіонату світу.

### Група 9
| Місце | Команда  | І       | В       | Н       | П       | Г+      | Г-      | СГ      | О       |
| ----- | -------- | ------- | ------- | ------- | ------- | ------- | ------- | ------- | ------- |
| 1     | Бразилія |         |         |         |         |         |         |         |         |
| 2     | Перу     | знялася | знялася | знялася | знялася | знялася | знялася | знялася | знялася |

Збірна Перу відмовилася від участі у відборі, тож Бразилія кваліфікувалася автоматично.

### Група 10
| Місце | Команда   | І       | В       | Н       | П       | Г+      | Г-      | СГ      | О       |
| ----- | --------- | ------- | ------- | ------- | ------- | ------- | ------- | ------- | ------- |
| 1     | Аргентина |         |         |         |         |         |         |         |         |
| 2     | Чилі      | знялася | знялася | знялася | знялася | знялася | знялася | знялася | знялася |

Збірна Чилі відмовилася від участі у відборі, тож Аргентина кваліфікувалася автоматично.

### Група 11

#### Перший раунд
| Місце | Команда | І | В | Н | П | Г+ | Г- | СГ   | О |
| ----- | ------- | - | - | - | - | -- | -- | ---- | - |
| 1     | Куба    | 3 | 2 | 1 | 0 | 10 | 2  | 5.00 | 5 |
| 2     | Гаїті   | 3 | 0 | 1 | 2 | 2  | 10 | 0.20 | 1 |

| 28 січня 1934 18:00 EST (UTC−5) |

| Гаїті              | 1–3      | Куба                                         |
| ------------------ | -------- | -------------------------------------------- |
| Сен-Фор 85' (пен.) | Протокол | Лопес 20' (пен.) Е. Сокорро 61' Мартінес 64' |

| Стад Сильвіо Катор Глядачів: 6,000 Арбітр: Джон Вільямс (США) |

| 1 лютого 1934 18:00 EST (UTC−5) |

| Гаїті              | 1–1      | Куба      |
| ------------------ | -------- | --------- |
| Сен-Фор 25' (пен.) | Протокол | Лопес 85' |

| Стад Сильвіо Катор Глядачів: 6,000 Арбітр: Джон Вільямс (США) |

| 4 лютого 1934 18:00 EST (UTC−5) |

| Гаїті | 0–6      | Куба                                                            |
| ----- | -------- | --------------------------------------------------------------- |
|       | Протокол | Е. Сокорро 5' Лопес 18', 86' Ф. Сокорро 37' Феррер 62' Сото 78' |

| Стад Сильвіо Катор Глядачів: 5,000 Арбітр: Джон Вільямс (США) |

Куба виграла із загальним рахунком 10:2 і вийшла до другого раунду.

#### Другий раунд
| Місце | Команда | І | В | Н | П | Г+ | Г- | СГ   | О |
| ----- | ------- | - | - | - | - | -- | -- | ---- | - |
| 1     | Мексика | 3 | 3 | 0 | 0 | 12 | 3  | 4.00 | 6 |
| 2     | Куба    | 3 | 0 | 0 | 3 | 3  | 12 | 0.25 | 0 |

| 4 березня 1934 |

| Мексика             | 3–2      | Куба           |
| ------------------- | -------- | -------------- |
| Мехія 12', 14', 16' | Протокол | Лопес 40', 63' |

| Парк Некакса Глядачів: 20,000 Арбітр: Едвард Донахі (США) |

| 11 березня 1934 |

| Мексика                                | 5–0      | Куба |
| -------------------------------------- | -------- | ---- |
| Сота 24' Мехія 31', 40', 79' Росас 72' | Протокол |      |

| Парк Некакса Глядачів: 22,000 Арбітр: Едвард Донахі (США) |

| 18 березня 1934 |

| Мексика                                   | 4–1      | Куба      |
| ----------------------------------------- | -------- | --------- |
| Алонсо 32', 75' Рувалькаба 41' Маркос 55' | Протокол | Лопес 15' |

| Парк Некакса Глядачів: 10,000 Арбітр: Едвард Донахі (США) |

Мексика виграла із загальним рахунком 12:3 і вийшла до Фінального раунду.

#### Фінальний раунд
| Місце | Команда | І | В | Н | П | Г+ | Г- | СГ   | О |
| ----- | ------- | - | - | - | - | -- | -- | ---- | - |
| 1     | США     | 1 | 1 | 0 | 0 | 4  | 2  | 2.00 | 2 |
| 2     | Мексика | 1 | 0 | 0 | 1 | 2  | 4  | 0.50 | 0 |

| 24 травня 1934 |

| США                        | 4–2      | Мексика              |
| -------------------------- | -------- | -------------------- |
| Донеллі 28', 32', 74', 87' | Протокол | Алонсо 25' Мехія 75' |

| Стадіо Націонале Глядачів: 12,000 Арбітр: Йоссуф Мохаммед (Єгипет) |

Збірна США кваліфікувалася.

### Група 12
Палестинська збірна, яка брала участь у відборі на чемпіонат світу, представляла територію, на яку розповсюджувався Британський мандат у Палестині, і мала у своєму складі гравців британського і єврейського походження. Фактично ця збірна була попередником збірної Ізраїлю і не має відношення до збірної Палестинської автономії, яка стала членом ФІФА 1998 року.
| Місце | Команда              | І       | В       | Н       | П       | Г+      | Г-      | СГ      | О       |
| ----- | -------------------- | ------- | ------- | ------- | ------- | ------- | ------- | ------- | ------- |
| 1     | Єгипет               | 2       | 2       | 0       | 0       | 11      | 2       | 5.50    | 4       |
| 2     | Британська Палестина | 2       | 0       | 0       | 2       | 2       | 11      | 0.18    | 0       |
| —     | Туреччина            | знялася | знялася | знялася | знялася | знялася | знялася | знялася | знялася |

| 16 березня 1934 |

| Єгипет                                            | 7–1      | Британська Палестина |
| ------------------------------------------------- | -------- | -------------------- |
| Мохтар 11', 35', 51' Таха 21', 79' Латіф 43', 87' | Протокол | Нудельманн 61'       |

| Стадіон Британської армії Глядачів: 13,000 Арбітр: Стенді Веллс (Англія) |

| 6 квітня 1934 |

| Британська Палестина | 1–4      | Єгипет                            |
| -------------------- | -------- | --------------------------------- |
| Сукенік 54'          | Протокол | Латіф 2' Мохтар 7', 22' Фавзі 35' |

| Хапоель Глядачів: 8,000 Арбітр: Фредерік Гудсбі (Англія) |

Єгипет, вигравши із сумарним рахунком 11:2, кваліфікувався до фінальної частини чемпіонату світу.

## Учасники
Лише шість команд, що кваліфікувалися до фінальної частини ЧС-1934 (Аргентина, Бельгія, Бразилія, Румунія, США і Франція) були учасниками чемпіонату світу 1930 року і відповідно удруге поспіль стали учасниками світової футбольної першості.

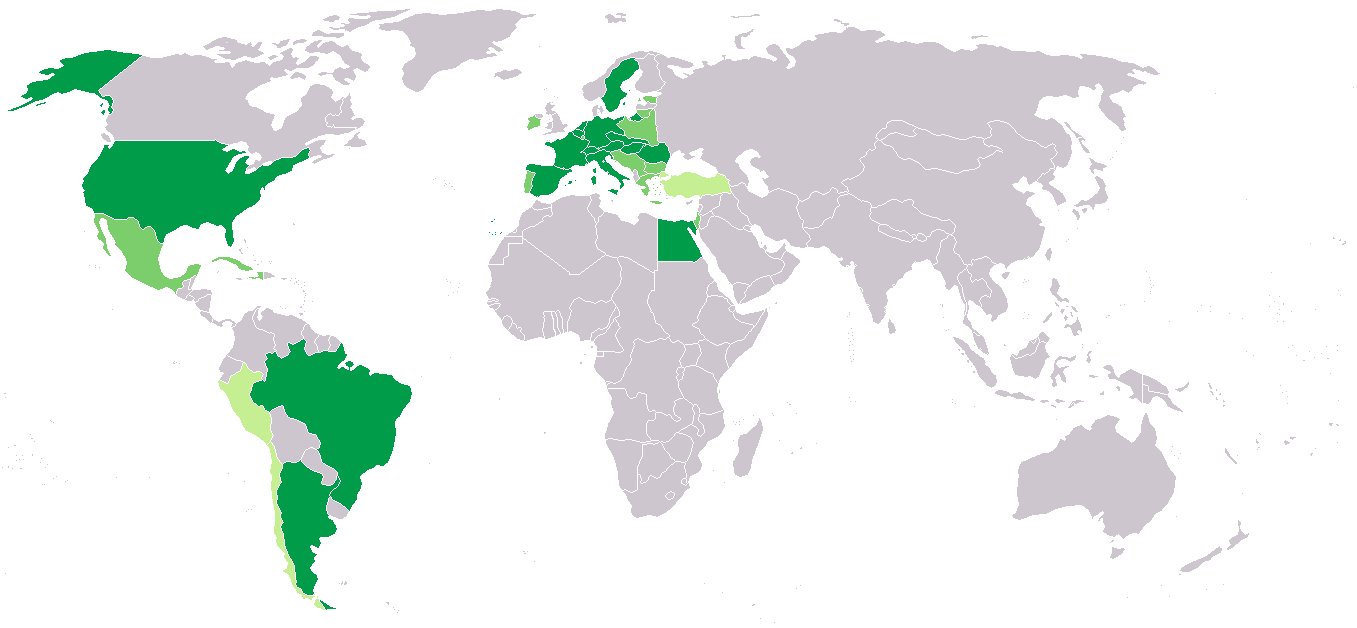
Учасники кваліфікаційного раунду чемпіонату світу 1934

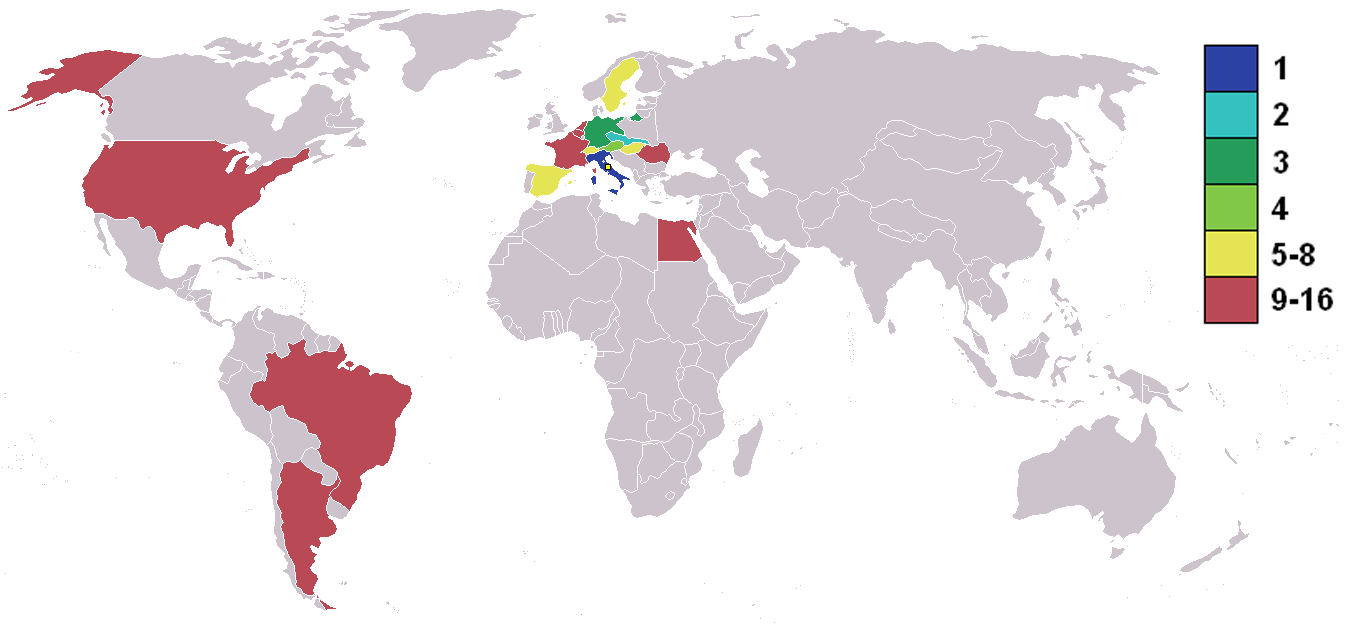
Учасники фінального турніру чемпіонату світу 1934

| Команда        | Кількість участей | Кількість участей поспіль | Остання участь |
| -------------- | ----------------- | ------------------------- | -------------- |
| Аргентина      | 2                 | 2                         | 1930           |
| Австрія        | 1                 | 1                         | –              |
| Бельгія        | 2                 | 2                         | 1930           |
| Бразилія       | 2                 | 2                         | 1930           |
| Чехословаччина | 1                 | 1                         | –              |
| Єгипет         | 1                 | 1                         | –              |
| Франція        | 2                 | 2                         | 1930           |
| Німеччина      | 1                 | 1                         | –              |
| Угорщина       | 1                 | 1                         | –              |
| Італія         | 1                 | 1                         | –              |
| Нідерланди     | 1                 | 1                         | –              |
| Румунія        | 2                 | 2                         | 1930           |
| Іспанія        | 1                 | 1                         | –              |
| Швеція         | 1                 | 1                         | –              |
| Швейцарія      | 1                 | 1                         | –              |
| США            | 2                 | 2                         | 1930           |

## Бомбардири
7 голів
- Маріо Лопес
- Діонісіо Мехія
- Ісідро Лангара

5 голів
| - Махмуд Мохтар - Падді Мур |

4 голи
- Жан Ніколя
- Йозеф Рассельнберг
- Беб Бакгейс
- Альдо Донеллі

3 голи
| - Йоганн Хорват - Мохамед Латіф | - Карл Гоманн - Габор Сабо | - Мануель Алонсо - Кік Сміт |

2 голи
| - Франсуа Ванден Ейнде - Ектор Сокорро - Мостафа Таха - Робер Сен-Фор | - Йожеф Шолті - Джузеппе Меацца - Лен Венте - Штефан Добаї | - Луїс Регейро - Бертіл Ерікссон - Кнут Ганссон - Владимир Крагич |

1 гол
| - Маттіас Сінделар - Рудольф Фіртль - Карл Цишек - Жан Капелль - Стан Ванден Ейнде - Лоран Гріммонпре - Бернар Воргоф - Димитар Байкушев - Михаїл Лозанов - Владимир Тодоров - Енріке Феррер - Анхель Мартінес - Франсіско Сокорро - Сальвадор Сото - Франтішек Пельцнер - Йозеф Сильний - Абдулрахман Фавзі - Леонгард Касс | - Річард Куремаа - Альфред Астон - Ернест Лібераті - Ернст Альбрехт - Віллі Вігольд - Імре Маркош - Дьєрдь Шароші - Геза Тольді - Джонні Сквайрс - Джованні Феррарі - Анфілоджино Гварізі - Ернест Менгель - Теофіоль Шпейхер - Авраам Нудельманн - Йоанан Сукенік - Фернандо Маркос - Феліпе Росас - Хосе Рувалькаба | - Хорхе Сота - Генрик Мартина - Вітор Сілва - Шандор Шварц - Грациан Сепі - Едуардо Гонсалес - Марті Вентольра - Свен Андерссон - Леннарт Бунке - Торстен Бунке - Кнут Кроон - Алессандро Фріджеріо - Ервін Гохштрессер - Ернст Гуфшмід - Віллі Єггі - Благоє Мар'янович |